# Мятеж рода Киби
Мятеж рода Киби — восстание против государства Ямато, вспыхнувшее на Корейском полуострове в 463 году, в период правления императора Юряку, и возглавленное отцом и сыном из рода Киби, Таса и Ото. Описано в «Нихон сёки». Исследователи относят мятеж к протоисторическому периоду в истории Японии.

## Мятеж
Согласно «Нихон сёки», японский аристократ Таса из рода Киби во время одного разговора с товарищами по службе расхвалил им свою жену, Вака-пимэ: «Нет в Поднебесной женщины, что была бы прекраснее, чем моя жена. В ней высшие достоинства, она сочетает все добродетели…». Император Юряку, узнав об этом, отослал Таса в Миману (форпост Ямато на юге Корейского полуострова) в качестве губернатора, а Вака-пимэ сделал своей наложницей. Таса, узнав об этом заключил союз с государством Силла, враждебным Ямато, и поднял мятеж.
Император направил против Таса его сына Ото, который должен был действовать в союзе с государством Пэкче. Однако тот остановил поход в самом начале и отступил. Отец предложил ему отложиться от Ямато; жена Ото, «очень преданная государству», узнав об этом, убила супруга. В последующие годы Юряку организовал ещё четыре похода в Корею, но вернуть контроль над Миманой не смог.
Сын Юряку от Вака-пимэ, принц Хосикава, после смерти отца заявил о своих правах на трон. Это событие известно как мятеж принца Хосикавы.